# Danny D
Danny D, pseudònim de Matt Hughes (Maidstone, Anglaterra, Regne Unit, 11 d'agost de 1987), és un actor pornogràfic britànic.

## Biografia
Matt Hughes va néixer a Maidstone (Anglaterra) l'11 d'agost del 1987 i, després d'un breu període com a paleta, va començar la seva carrera en el món del porno l'any 2006 amb dinou anys. Inicialment va actuar per diverses productores aficionades a França abans de rodar escenes gais per alguns llocs web, ja que les perspectives de guanyar diners amb elles eren més grans ("gai for pay"). A més d'un breu treball en Boonty (va ser cocreador de Boonty Box al costat de Thomas Boonty),
El 2009, es va dedicar de ple a participar en pel·lícules/vídeos pornogràfics heterosexuals amb el pseudònim de Danny D, passant a treballar per a productores del sector com Brazzers, Dorcel, Harmony Films, Hush Hush Entertainment, Playboy TV, Television X i Wicked Pictures. El setembre de 2011, va aparèixer en un episodi del programa de televisió Well Good Show de Lee Nelson.
La seva esposa és Sophia Knight. Knight és una productora i ex-actriu pornogràfica.

## Producció gai
Va començar a treballar al cinema porno gai entre el 2006 i 2007 apareixent en escenes puntuals per a pàgines web com Blake Mason, English Lads i UK Naked Men, però una vegada que va guanyar certa notorietat en la indústria del porno gai va passar a treballar amb freqüència per a productores europees, entre elles Eurocreme, abans d'abandonar definitivament la indústria gai per a adults a finals del 2008.

### Filmografia
- RudeBoiz 8: Hung Ladz XXL Rudeboiz (2007)
- Indieboyz 2, Eurocreme (2007)
- 11 Inch Fuck Stud, Eurocreme (2007)
- Straight Butt Bangers Eurocreme, (2008)
- PartyBoy, Eurocreme (2008)
- Hung Ladz 3: Hard Shooters, Eurocreme (2009)
- Huge And Horny, Eurocreme (2009)
- Horse Hung And Horny, Eurocreme (2009)

## Producció hetero
Després de deixar d'actuar en l'entreteniment eròtic gai, va passar a treballar a temps complet en la indústria del porno heterosexual: igual que al principi de la seva carrera, va començar amb escenes curtes per pàgines web com Joy Bear o Pure CFNM, arribant a ser molt sol·licitat en aquesta indústria a Europa. Va aparèixer regularment en produccions de Daring, Harmony Films i Televisió X.

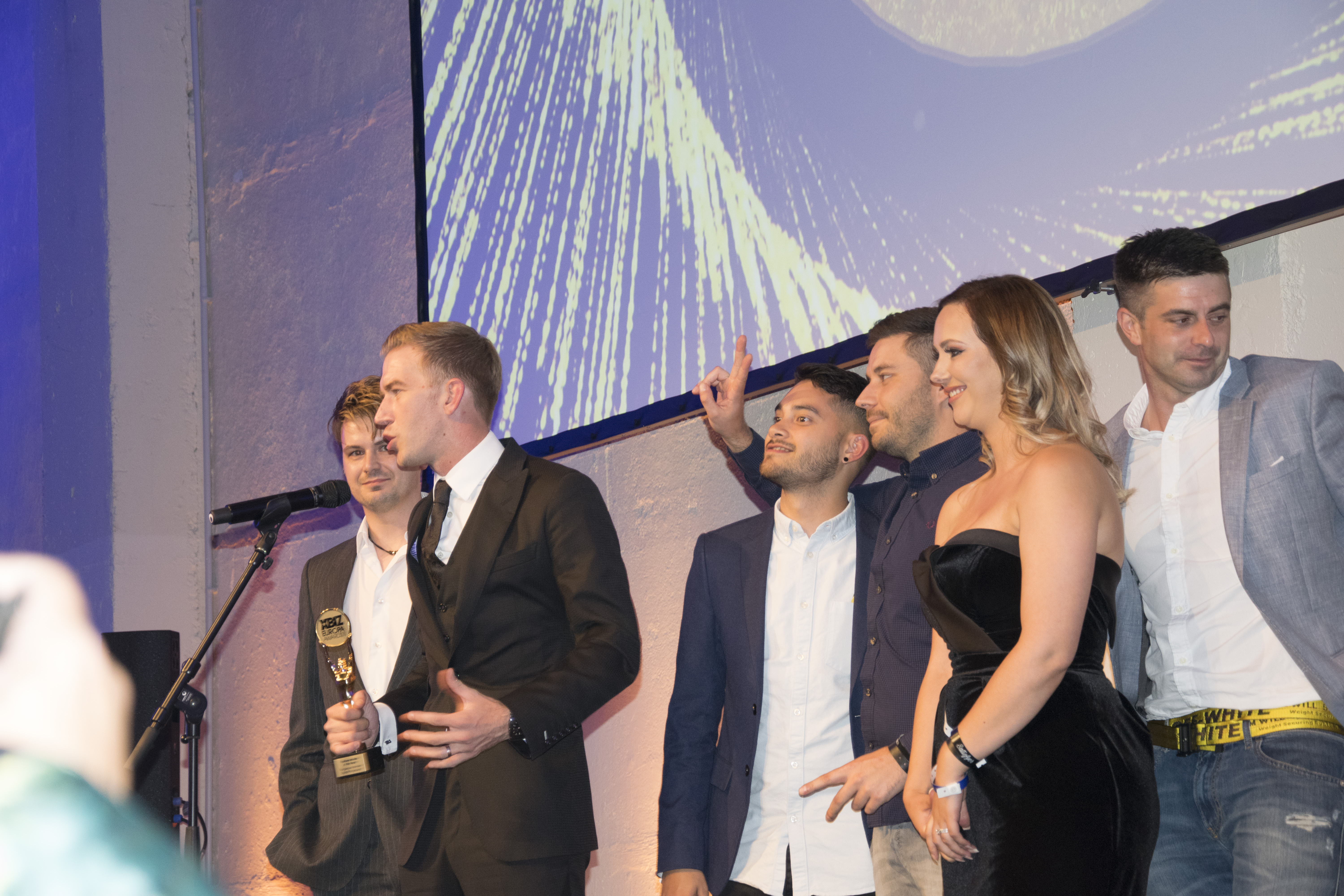
Danny recollint el premi Xbiz Europa el 2019.

Va guanyar certa notorietat amb el paper de Whitezilla en cinc pel·lícules de Hush Hush Entertainment i des de finals del 2011 va aparèixer en escenes soltes per a Brazzers als Estats Units.

### Filmografia
- All Girls Do It, Harmony Films (2009)
- Dollz House, Harmony Films (2009)
- Not In My House, Brazzers (2010)
- Young Harlots: Bad Behavior, Harmony Films (2010)
- Sorry Daddy, Whitezilla Split My Little Asshole 2, Hush Hush Entertainment (2011)
- Lust For Young Busts, Harmony Films (2011)
- Informers, Daring (2011)
- Dirty Little Club Sluts, Harmony Films (2011)
- Young Harlots: Naughty Tutorials, Harmony Films (2012)
- Whore Hotel, Harmony Films (2012)
- Slam It In a Slut 2, Harmony Films (2012)
- Big Butts Like It Big 10, Brazzers (2012)
- The Royal Romp, Television X (2012)
- The Last Shag, Dorcel (2012)

## Premis i nominacions
| Any  | Cerimònia     | Premi                                            | Resultat  | Treball                                                     |
| ---- | ------------- | ------------------------------------------------ | --------- | ----------------------------------------------------------- |
| 2010 | Premis AVN    | Millor Escena de Sexe de Grup                    | Nominat   | Satan's Whore amb Bobbi Starr, George Uhl e Olivier Sanchez |
| 2012 | Premis AVN    | Artista Masculí estranger de l'Any               | Nominat   | [ 5 ]                                                       |
| 2012 | SHAFTA Awards | Artista de l'Any                                 | Guanyador | [ 6 ]                                                       |
| 2013 | SHAFTA Awards | Artista de l'Any                                 | Guanyador | [ 7 ]                                                       |
| 2013 | Premis AVN    | Millor Escena de Sexe en un país Estranger       | Nominat   | Brooklyn Lee: Ninfómana amb Brooklyn Lee i Lou Lou          |
| 2013 | Premis AVN    | Millor Escena de Sexe en un país Estranger       | Nominat   | Prostitutes Joves: Highland Fling                           |
| 2013 | Premis AVN    | Artista Masculí Estranger de l'Any               | Nominat   | [ 8 ]                                                       |
| 2014 | XBIZ Award    | Artista Masculí Estranger de l'Any               | Guanyador | [ 9 ]                                                       |
| 2014 | Premis AVN    | Artista Masculí Estranger de l'Any               | Nominat   | [ 10 ]                                                      |
| 2016 | Premis AVN    | Artista Masculí Estranger de l'Any               | Guanyador | [ 11 ]                                                      |
| 2017 | Premis AVN    | Millor escena sexual en una producció estrangera | Nominat   | Sherlock: a XXX Parody (film del 2015) amb Stella Cox       |
| 2017 | XBIZ Award    | Artista Masculí Estranger de l'Any               | Nominat   |                                                             |